# La Guerre des Empires
Pour plus de détails, voir Fiche technique et Distribution.
La Guerre des Empires (thaï : คนไททิ้งแผ่นดิน) est un film historique thaïlandais réalisé par Nirattisai Kaljareuk, sorti en 2010.
Le scénario du film vient du roman du même nom de Sanya Pholprasit (thaï : สัญญา ผลประสิทธิ์), édité en 1973.

## Synopsis
En 757, l'armée chinoise Han envahit des régions barbares, brûle les villes et villages et massacre tous ceux qui résistent. Les 6 petits peuples thaïs (Lu, Chiengsai, Khanou, Youro, Taï et Thanaï) sont réduits en esclavage et dispersés dans six provinces chinoises.
20 ans après, le pouvoir impérial chinois devient de nouveau tyrannique : il confisque les armes des thaïs, augmente les impôts et le tribut à payer...
En réaction à l'oppression, les jeunes se rebellent, décident de se réunir pour former une nouvelle nation libre, une nation thaïe et combattent la très puissante armée chinoise. Commence alors une guerre sans merci à 1 contre 10...

## Fiche technique
- Titre français : La Guerre des Empires
- Titres alternatifs : คนไททิ้งแผ่นดิน[1] / Edge of the Empire[2] / Khonthai
- Réalisation : Nirattisai Kaljareuk (นิรัตติศัย กัลย์จาฤก)
- Scénario : Ari Jinthapanichakal (อริยา จินตพานิชการ) d'après le roman de Sanya Pholprasit
- Pays d'origine : Thaïlande
- Genre : historique, épique, drame
- Durée : 109 minutes
- Date de sortie : 29 avril 2010 en Thaïlande[3]
- Interdit aux moins de 12 ans

## Distribution[4]
- Arnuz Lapanich (Arnut Rapanit, อานัส ฬาพานิช) : Gumpawa (กุมภวา)
- Than Thanakorn (ธันญ์ ธนากร) : Lampoon (ลำพูน)
- Sara Legge (ซาร่า เล็กจ์) : Bua Kham (บัวคำ)
- Lalisa Sontirod (ลลิสา สนธิรอด) : Bunchawee (บุญฉวี)
- Nirattisai Kaljareuk (นิรัตติศัย กัลย์จาฤก) : Jin Ong (จิ๋นอ๋อง)
- Aed Carabao (ยืนยง โอภากุล) : Bunpan (บุญปัน)
- Dilok Thongwattana (ดิลก ทองวัฒนา) : Khun Saay (ขุนสาย)